# Unidade de Desenvolvimento Ambiental
A Unidade de Desenvolvimento Ambiental (UNIDAM) é um viveiro e parque no Jardim Florestal, no município paulista de Jundiaí, no qual é realizado o cultivo de plantas ornamentais e arbóreas para utilização em espaços públicos da cidade. Fundado em 1991, o local passou a ser aberto à visitação do público em 2018 e conta com uma academia ao ar livre e uma pista de caminhada. São cultivadas mais de 170 tipos de mudas para paisagismo e reflorestamento de Jundiaí. A Unidade de Desenvolvimento Ambiental está sob a administração da Secretaria Municipal de Serviços Públicos da Prefeitura de Jundiaí. Conhecida como UNIDAM, o local ocupa 104 mil m² e abriga três projetos dedicados à preservação ambiental: compostagem, viveiro de plantas e reciclagem.

## Compostagem
A UNIDAM conta com uma usina de compostagem, responsável pela produção de um condicionador de solo, feito a partir de galhos proveniente de podas de árvores em áreas públicas da cidade. Após serem triturados, os galhos são misturados com terra, esterco de gado e um controlador de acidez. Após um processo de fermentação natural que dura de 3 a 4 meses, o produto é utilizado na melhoria da qualidade da terra e na nutrição de plantas no espaço público de Jundiaí.

## Viveiro municipal
São cultivadas mais de 170 espécies vegetais no viveiro da Unidade de Desenvolvimento Ambiental de Jundiaí, incluindo árvores e plantas ornamentais. Lá são desenvolvidas mudas e sementes usadas em praças públicas, canteiros de avenidas, parques e jardins. O cultivo das plantas inclui a utilização do condicionador de solo, também produzido no local. O projeto tem papel importante na preservação ambiental da cidade e o viveiro é aberto à visitações escolares.

## Reciclagem
A Unidade de Desenvolvimento Ambiental conta com um projeto de reciclagem. Nele, a população pode trocar materiais recicláveis por hortaliças produzidas no espaço da UNIDAM. A horta ocupa uma área de 2.300 m², com capacidade de até 4 mil m², e produz semanalmente cerca de 2 mil pés de alface, entre outros gêneros alimentícios, como cenouras e beterrabas. Por sua vez, o projeto coleta de 250 a 350 kg por semana de materiais recicláveis entregues pela população na troca pelas hortaliças e vegetais. O programa Delícia de Reciclagem atende em especial as comunidades mais carentes de Jundiaí e tem impacto positivo na diminuição de animais e insetos indesejados na cidade desde sua implementação.